# 동주 (전국)
동주(東周)는 중국 역사상의 고대 국가 이름으로, 전국시대 때 소국 서주(西周)가 분열되어 나온 하나의 소국이다.
기원전 367년에 서주 위공이 거세한 후, 작은 아들인 근(根)이 동부에서 쟁립하였는데 조나라, 한나라가 무력을 사용하여 지지했고, 결국 분열시켜 서주와 동주 두 소국을 만들었다. 동주국은 수도를 공(巩) 땅에 건축했는데 지금의 허난성 궁이시 서남쪽이다.
기원전 249년에 진나라가 멸망시켰다.
동주는 서주의 형제국으로, 바로 주왕실의 분열 소국이다. 그 시조 봉군은 동주 혜공이다. 서주 개국 군주의 신분과 관련이 있어서 동주국은 분열 원인이 같지 않은 설법에 존재한다. 일설에는 동주 혜공은 주위공의 소자인 근으로, 서주공의 동생이다. 이설에는 동주혜공은 주위공의 손자로 서주공의 아들이다. 전통적인 관점에서는 동주혜공은 주현왕 3년 (기원전 367년)에 주위공이 죽은 후에 공나라의 옛 땅에 분봉된 것이다. 사기 주본기, 한비자 내저설 하편 등 문헌에 의거하면 동주국은 실제로는 주 위공 사후에 형제간 불화로 작은 아들 근이 조, 한 두나라에 의지해 독립해 떨어져 나온것으로, 공백국의 옛 땅에 건국하였다.
동주국의 고도는 약 지금의 허난성 궁이시 효의진 서남쪽 강북촌 일대이다. 사기 진본기에 의거하여 진 장양왕 원년 기원전 249년에 "동주군과 제후는 진을 도모하여 진은 상국인 여불위로 하여금 이를 주살하여 그 나라로 다 들어가게 하니 동주국은 멸망한 것이다."라고 하였다.

## 군주 렬표
| 시호                      | 이름                                   | 재위년수 | 재위시간           | 비주           | 출처                                                                    |
| ------------------------- | -------------------------------------- | -------- | ------------------ | -------------- | ----------------------------------------------------------------------- |
| 동주 혜공                 | 반(班)(《한비자》명 근, 《기년》명 걸) | 8년      | 전 367년－전 360년 | 서주 위공 소자 | 《사기·주본기》 《한비자·내저설 하》、《난삼》 양관《전국사료편년집정》 |
| 동주 소문군 (일작 주문군) |                                        |          | ？－？             |                | 《여씨춘추·보갱》、《무대》、《유대》 《전국책·동주책》 《회남자·도응》 |
| 동주군                    |                                        |          | ？－전249년        |                | 《사기·진본기》、《육국년표》                                           |